# Финский национальный балет

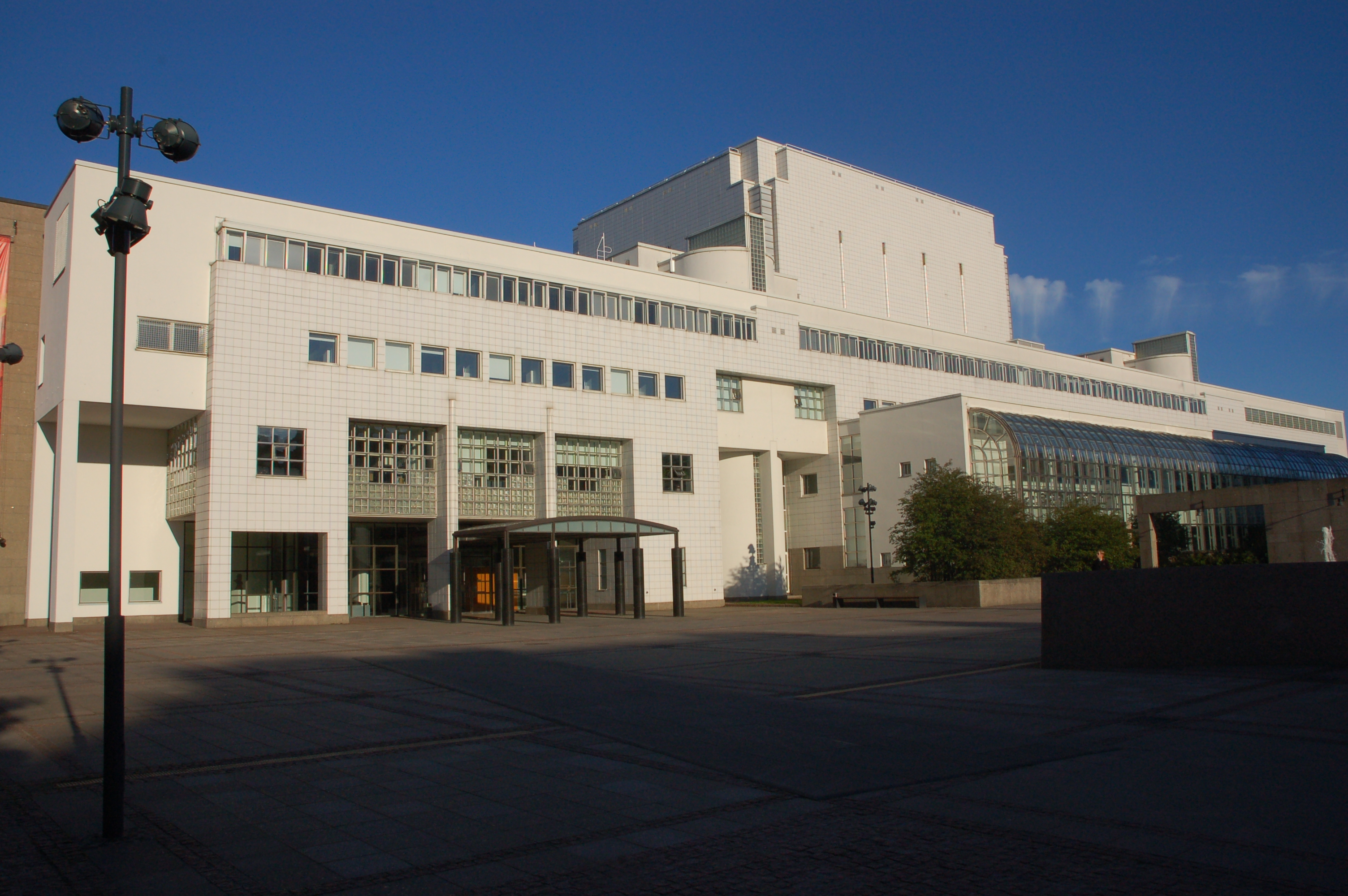
Здание оперы и балета в Хельсинки

Финский национальный балет (фин. Suomen Kansallisbaletti) — старейший балетный коллектив Финляндии, образованный в 1922 году в Хельсинки при Финской национальной опере.

## История

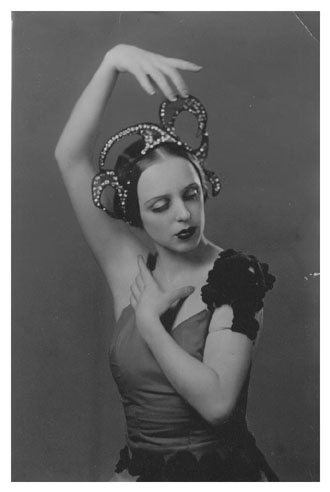
Прима-балерина Люсия Нифонтова
в 1920-е годы

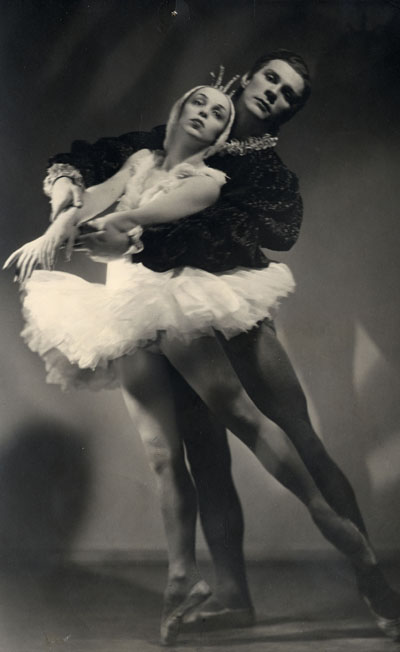
Люсия Нифонтова и Клаус Салин
«Лебединое озеро» 1945 год

Мощным импульсом для становления национального балета Финляндии явились организованные финским импресарио Эдвардом Фацером гастроли по странам Скандинавии группы артистов Мариинского театра — Анны Павловой, Любови Егоровой, Евгении Эдуардовой, Николая Легата, Адольфа Больма. В 1908 году артисты выступили на сцене Александровского театра в Гельсингфорсе.
В 1911 году на сцене Александровского театра дебютировали первые финские артисты балета — Мэгги Грипенберг, Тойво Нисканен и Т. Детерхольм.
Осенью 1921 года известный театральный менеджер, имевший тесные связи с балетом Мариинского театра, а с 1911 года директор Финской национальной оперы Эдвард Фацер пригласил на должность главного балетмейстера новосоздаваемого финского балета Жоржа Ге (Грёнфельдта), а также обучавшихся в Петрограде артистов — Эльзу Вилль, Александра Сакселина, Мэри Пайшеву, Екатерину Лютикову (Островскую) (1890 — ?), Ольгу Облакову (1898—1928), которые составили первую труппу новообразованного финского балета.
17 января 1922 года на сцене Александровского театра в Хельсинки состоялась премьера балета «Лебединое озеро», поставленного в полном объёме в хореографии Мариуса Петипа и Льва Иванова (в главных партиях Георг Ге и Мэри Пайшева).
В 1935 году из-за разногласий в вопросах финансирования балета, балетмейстер Георг Ге с частью солистов (Л. Нифонтова, А. Мартикайнен и др) покинули финскую сцену и выступали заграницей (Франция, Швеция), а Финский национальный балет возглавил учившийся в Императорской балетной школе балетмейстер Александр Сакселин.
В 1955 году балетмейстер Георг Ге вновь вернулся к художественному руководству Финским национальным балетом, а в 1962 году на этом посту его сменил балетмейстер Николай Берёзов.
C 1930 по 1950 годы ведущими танцовщицами были: Ирья Коскинен, Маргарета фон Бар, Дорис Лайне, Лийса Такселл, Эльза Сюльвестерссон, Май-Лис Раяла, Ирина Худова; танцовщики — Клаус Салин, Кари Карнакоски, Лео Ахонен, Инто Лятти и другие.
В 1960-х — 1980-х годах финский балет открыл миру искусства ряд известных солистов и прима-балерин: Сейю Силфверберг, Минну Тервамяки, Матти Тикканена, Сореллу Энглунд, Марианну Румянцеву и других.
С 1979 по 1982 годы в качестве педагога-консультанта Финского национального балета в Хельсинки работала народная артистка СССР, балерина Нина Меновщикова, осуществившая постановку балета «Жизель».
С февраля 1992 по 2001 годы главным балетмейстером и художественным руководителем Финского национального балета был Йорма Уотинен. Этот период связан с ослаблением связей с русским балетом и появлением в репертуаре театра трактовок известных классических балетов, созданных для балетной школы Парижа, таких как: версия «Лебединого озера» Владимира Бурмейстера, а также версии «Щелкунчика» и «Спящей красавицы» в исполнении Рудольфа Нуреева. В 2000 году Сильви Гиллем создала для финского балета свою версию «Жизели». Сам Уотинен разрабатывал хореографию многих финских национальных сюжетов («Забытый горизонт» — «The Forgotten Horizon», 1980), а также продолжал создавать новые интерпретации известных тем, таких как «Петрушка».
C 2001 по 2008 годы директором и главным хореографом Финского национального балета была датская балерина Динна Бьёрн.

## Современное положение
В 2012 году труппа Финского национального балета насчитывала около 80 артистов. С августа 2008 по июль 2018 года в качестве директора и главного хореографа финский балет возглавляет датский танцовщик Кеннет Грив. С августа 2018 года новым художественным руководителем балета станет шведская хореограф Мадлен Онне.
Среди современных финских исполнителей и хореографов Сами Сайкконен (1992—2010) и другие.
С 1922 года при оперном театре действует балетная школа, в которой занимаются 30 студентов и до 150 начинающих воспитанников. В 1998 году школа была преобразована в составную часть системы профессионального танцевального обучения.
21 мая 2012 года балет отпраздновал 90-летие своего существования. Ежегодно артисты и хореографы Финского национального балета участвуют в программе международного фестиваля танца в Куопио.
18 апреля 2013 года в рамках международного фестиваля имени Стравинского состоялось первое в истории выступление труппы Финского национального балета на сцене Большого театра с постановкой классики модерна «Весна священная» и ряда других современных произведений.
В августе 2013 года при национальном балете была создана молодёжная группа из 12 танцоров, отобранных на конкурсной основе из 1200 претендентов.

## Репертуар балета

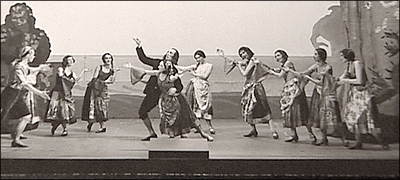
Балет «Водяной смерч», 1931 год

После премьеры в 1922 году балета «Лебединое озеро» последовали поставленные Георгом Ге в неприкосновенной хореографии балеты Михаила Фокина: «Сильфиды», «Петрушка», «Шехеразада», «Видение розы», а также «Тщетную предосторожность». В качестве солистов в них выступили ученица Георга Ге — Люсия Нифонтова и её партнёр Арво Мартикайнен.
В 1920—1930-е годы репертуар труппы состоял в основном из произведений Мариуса Петипа и Льва Иванова, а также из русских версий романтичного балета, которые Сакселин и Ге обрабатывали с учётом возможностей небольшой балетной труппы. В Хельсинки увидели также несколько финских версий произведений, входивших в репертуар Русского балета Дягилева.
7 февраля 1931 года состоялась премьера первого финского полномерного балета «Голубая жемчужина» (фин. Sininen helmi), хореографию которого на музыку финского композитора Эркки Мелартина выполнил Георг Ге.
С 1940 по 1960 годы репертуар финского балета включал: «Спящую красавицу» (балетмейстер Мэри Скипинг, позднее — Н. Берёзов); «Коппелию», «Испытание любви» на музыку Моцарта (оба — балетмейстер Н. Берёзов); «Эсмеральду», «Весну священную»; «Сюиту в белом» на музыку Э. Лало, «Ромео и Джульетту» на музыку Чайковского и «Жар-птицу» (все — балетмейстер Серж Лифарь), «Фрёкен Юлию» (балетмейстер Биргит Кульберг); «Этюды» и «Картсилуни» К. Рисагера (балетмейстер Х. Ландер).
В 1956 году советский балетмейстер Ростислав Захаров поставил в Хельсинки «самый северный» вариант «Бахчисарайского фонтана», а в 1957 году им же был поставлен балет «Золушка».
Балетмейстером Леонидом Лавровским были поставлены балеты «Жизель» и «Сказ о каменном цветке». Для педагогической работы в Хельсинки приезжали советские педагоги — Марина Семёнова, Наталья Конюс, Валентина Лопухина, Ярослав Сех.
В 1972 году Ростиславом Захаровым в новой редакции был поставлен балет «Бахчисарайский фонтан».

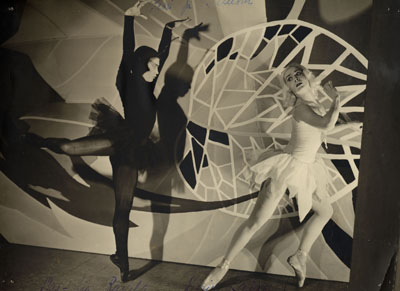
Май-Лис Раяла и Дорис Лайне
«Песси и Иллюзия» 1952 год

Создавались и национальные балеты: «Скарамуш» на музыку Яна Сибелиуса (1935, балетмейстер А. Сакселин; 1955, балетмейстер И. Коскинен), «Сага» и «Туонельский лебедь» на музыку Я. Сибелиуса (балетмейстер А. Сакселин), «Голубая жемчужина» на музыку Э. Мелартина, «Песси и Иллюзия» на музыку Ахти Соннинена (оба — балетмейстер Ирья Коскинен, 1950).
В 1976 году был поставлен балет «Эхо» (хореограф Каролин Карлсон), открывший на сцене Финского национального балета дорогу современным выразительным средствам танца. В 1980 году увидел свет балет «Семеро братьев» (хореограф Марьё Куусела), созданный по мотивам произведения финского писателя Алексиса Киви и повествующий о развитии молодых людей. Постановка стала классикой финского современного балета, имевшим успех и за рубежом.
В начале 1980-х годов в репертуар Финского национального балета вошли произведения Йиржи Килиана, Матса Эка, Роберта Норта и Руди ван Данцига. В 1984 году в Финляндии впервые увидели балет Баланчина «Серенада».